# Симоненко, Владимир Борисович
Владимир Борисович Симоненко (род. 25 августа 1948 года, Ленинград, СССР) — советский и российский учёный, специалист в области военно-полевой терапии, генерал-майор медицинской службы (1995), член-корреспондент РАМН (2005), член-корреспондент РАН (2014).

## Биография
Родился 25 августа 1948 года в Ленинграде.
В 1972 году с отличием окончил Военно-медицинскую академию имени С. М. Кирова.
С 1972 по 1973 год — служба в армии, начальник медицинской службы войсковой части Балтийского Флота.
С 1973 по 1989 год работал в Военно-медицинской академии имени С. М. Кирова, где прошёл путь от адъюнкта при кафедре военно-морской и госпитальной терапии до старшего преподавателя кафедры военно-морской и госпитальной терапии.
В 1976 году защитил кандидатскую, а в 1987 году — докторскую диссертацию.
С 1989 по 1994 год — главный терапевт Центрального военного клинического госпиталя (ЦВКГ) имени П. В. Мандрыка — заместитель главного терапевта МО СССР.
С 1994 по 2012 год — начальник ЦВКГ имени П. В. Мандрыка, с 2012 по 2014 год — начальник Медицинского учебно-научного клинического центра имени П. В. Мандрыка.
С 1995 года — профессор кафедры терапии, начальник кафедры терапии усовершенствования врачей (с курсом военно-морской терапии) Государственного института усовершенствования врачей Министерства обороны Российской Федерации (2003—2011).
С 1998 года — главный терапевт-консультант Военно-морского Флота, с 2003 по 2008 годы — главный кардиолог МО РФ.
В 1999 году избран действительным членом Российской академии ракетных и артиллерийских наук.
В 2005 году избран членом-корреспондентом РАМН.
С 2014 года — член-корреспондент РАН (в рамках присоединения РАМН и РАСХН к РАН).
С 2015 года по настоящее время — профессор кафедры терапии неотложных состояний филиала Военно-медицинской академии имени С. М. Кирова.

## Научная деятельность
Основные направления научной деятельности: разработка, научное обоснование и внедрение в практику рациональных организационных форм оказания помощи поражённым, больным и раненым в различных условиях боевой и повседневной деятельности.
Ведёт изучение патогенеза и клиники заболеваний, обусловленных воздействием на организм поражающих факторов военного времени.
Автор 675 научных трудов, в том числе 32 монографии.
Под его руководством защищено 38 кандидатских и 14 докторских диссертаций.
Главный редактор журнала «Клиническая медицина», членом редакционных коллегий журналов «Сердце», «Сердечная недостаточность», «Клиническая геронтология», «Военно-медицинский журнал».

## Награды и звания
- Орден «За заслуги перед Отечеством» IV степени (2008)
- Орден Почёта (2001)
- Заслуженный деятель науки Российской Федерации (1998)
- Заслуженный врач Российской Федерации (1994)[2]
- Наградное оружие МО РФ (1996)